# بوتش هوبسون
بوتش هوبسون (بالإنجليزية: Butch Hobson) هو لاعب كرة قاعدة أمريكي، ولد في 17 أغسطس 1951 في توسكالوسا في الولايات المتحدة.

## وصلات خارجية
- بوتش هوبسون على موقع دوري كرة القاعدة الرئيسي (الإنجليزية)
- بوتش هوبسون على موقعبيزبول رفرنس.كوم (الدوري الرئيسي) (الإنجليزية)
- بوتش هوبسون على موقعبيزبول رفرنس.كوم (الدوري الثانوي) (الإنجليزية)
- بوتش هوبسون على موقع IMDb (الإنجليزية)